# Jogos Sul-Americanos de Praia
Os Jogos Sul-Americanos de Praia (em espanhol: Juegos Suramericanos de Playa, em inglês: South American Beach Games), são um evento multiesportivo organizado pela Organização Desportiva Sul-Americana (ODESUL) a cada dois anos no período de verão na América do Sul.
Uma das características dos Jogos Sul-Americanos de Praia é a de reunir esportes olímpicos, como por exemplo o surfe, o triatlo, a vela e o voleibol de praia, com outros que não estão no programa olimpíco como o handebol de praia e o rugby de praia, tendo como critério apenas a disputa de esportes de praia, de piscina ou náuticos que são populares no subcontinente sul-americano. Apesar dos jogos serem organizados em e para países sul-americanos, algumas nações centro-americanas também são convidadas a participar, como o Panamá e ilhas do Caribe.

## Edições
| Ano           | Cidade-sede                                                                  | País                                                                         | Período                                                                      | Atletas                                                                      | Nações                                                                       | Esportes                                                                     | Delegação campeã                                                             |
| ------------- | ---------------------------------------------------------------------------- | ---------------------------------------------------------------------------- | ---------------------------------------------------------------------------- | ---------------------------------------------------------------------------- | ---------------------------------------------------------------------------- | ---------------------------------------------------------------------------- | ---------------------------------------------------------------------------- |
| 2009 Detalhes | Punta del Este e Montevidéu                                                  | Uruguai                                                                      | 3 a 13 de dezembro                                                           |                                                                              | 15                                                                           | 10                                                                           | Brasil                                                                       |
| 2011 Detalhes | Manta                                                                        | Equador                                                                      | 2 a 12 de dezembro                                                           | 675                                                                          | 13                                                                           | 9                                                                            | Brasil                                                                       |
| 2014 Detalhes | Vargas                                                                       | Venezuela                                                                    | 14 a 24 de maio                                                              | 1200                                                                         | 14                                                                           | 11                                                                           | Venezuela                                                                    |
| 2017          | Originalmente seria em Pimentel, Peru, mas foi cancelado pelo governo local. | Originalmente seria em Pimentel, Peru, mas foi cancelado pelo governo local. | Originalmente seria em Pimentel, Peru, mas foi cancelado pelo governo local. | Originalmente seria em Pimentel, Peru, mas foi cancelado pelo governo local. | Originalmente seria em Pimentel, Peru, mas foi cancelado pelo governo local. | Originalmente seria em Pimentel, Peru, mas foi cancelado pelo governo local. | Originalmente seria em Pimentel, Peru, mas foi cancelado pelo governo local. |
| 2019 Detalhes | Rosário                                                                      | Argentina                                                                    | 14 a 24 de março                                                             | 783                                                                          | 14                                                                           | 13                                                                           | Argentina                                                                    |
| 2023 Detalhes | Santa Marta                                                                  | Colômbia                                                                     | 14 a 21 de julho                                                             | 800                                                                          | 15                                                                           | 14                                                                           | Colômbia                                                                     |

## Delegações participantes
| Delegações            | 2009 | 2011 | 2014 | 2019 | 2023 | Total |
| --------------------- | ---- | ---- | ---- | ---- | ---- | ----- |
| Antilhas Neerlandesas | 10º  | —    | —    | —    | —    | 1     |
| Argentina             | 2º   | 2º   | 2º   | 1º   | 4º   | 5     |
| Aruba                 | 10º  | —    | 10º  | 10º  | 11º  | 4     |
| Bolívia               | 10º  | 10º  | 10º  | 11º  | 11º  | 5     |
| Brasil                | 1º   | 1º   | 3º   | 3º   | 3º   | 5     |
| Chile                 | 8º   | 7º   | 8º   | 4º   | 5º   | 5     |
| Colômbia              | 5º   | 7º   | 5º   | 6º   | 1º   | 5     |
| Curaçau               | —    | —    | —    | —    | 11º  | 1     |
| Equador               | 4º   | 3º   | 4º   | 7º   | 7º   | 5     |
| Guiana                | 10º  | —    | 10º  | 11º  | 11º  | 4     |
| Panamá                | 10º  | —    | 10º  | 11º  | 10º  | 4     |
| Paraguai              | 9º   | 7º   | 9º   | 7º   | 9º   | 5     |
| Peru                  | 6º   | 4º   | 6º   | 2º   | 6º   | 5     |
| Suriname              | 10º  | —    | 10º  | 11º  | 11º  | 4     |
| Uruguai               | 7º   | 6º   | 7º   | 7º   | 8º   | 5     |
| Venezuela             | 3º   | 5º   | 1º   | 5º   | 2º   | 5     |
| Total                 | 15   | 10   | 14   | 14   | 15   |       |

## Modalidades
| Modalidade           | 2009 | 2011 | 2014 | 2019 | Total |
| -------------------- | ---- | ---- | ---- | ---- | ----- |
| Basquetebol de praia | -    | -    | ✓    | ✓    | 2     |
| Canoagem             | -    | -    | -    | ✓    | 1     |
| Esqui aquático       | ✓    | ✓    | ✓    | ✓    | 4     |
| Fisiculturismo       | ✓    | -    | -    | -    | 1     |
| Futebol de areia     | ✓    | ✓    | ✓    | ✓    | 4     |
| Handebol de praia    | ✓    | ✓    | ✓    | ✓    | 4     |
| Natação              | ✓    | ✓    | ✓    | ✓    | 4     |
| Remo                 | -    | -    | -    | ✓    | 1     |
| Rugby de praia       | ✓    | ✓    | ✓    | ✓    | 4     |
| Skate                | -    | -    | -    | ✓    | 1     |
| Stand up paddle      | -    | -    | -    | ✓    | 1     |
| Surfe                | ✓    | ✓    | ✓    | -    | 3     |
| Tênis de praia       | -    | -    | ✓    | ✓    | 2     |
| Triatlo              | ✓    | ✓    | ✓    | ✓    | 4     |
| Vela                 | ✓    | ✓    | ✓    | ✓    | 4     |
| Voleibol de praia    | ✓    | ✓    | ✓    | ✓    | 4     |

## Quadro geral de medalhas
O quadro total de medalhas até 2023 é tabulado abaixo. Esta tabela é montada pelo número de medalhas de ouro conquistada por cada país. O número de medalhas de prata é considerado o próximo, e então o número de medalhas de bronze.
| Pos.  | Nação                     | Ouro | Prata | Bronze | Total |
| 1     | BRA Brasil                | 52   | 34    | 29     | 115   |
| 2     | ARG Argentina             | 49   | 54    | 54     | 157   |
| 3     | VEN Venezuela             | 29   | 39    | 27     | 95    |
| 4     | PER Peru                  | 26   | 13    | 14     | 53    |
| 5     | COL Colombia              | 22   | 24    | 20     | 66    |
| 6     | ECU Equador               | 18   | 16    | 21     | 55    |
| 7     | CHI Chile                 | 15   | 15    | 30     | 60    |
| 8     | URU Uruguai               | 4    | 11    | 13     | 28    |
| 9     | PAR Paraguai              | 2    | 8     | 5      | 15    |
| 10    | ARU Aruba                 |      | 2     | 1      | 3     |
| 11    | PAN Panamá                |      | 1     | 4      | 5     |
| 12    | AHO Antilhas Neerlandesas |      |       |        | 0     |
| 12    | BOL Bolívia               |      |       |        | 0     |
| 12    | CUR Curaçau               |      |       |        | 0     |
| 12    | GUY Guiana                |      |       |        | 0     |
| 12    | SUR Suriname              |      |       |        | 0     |
| Total | Total                     | 217  | 217   | 218    | 652   |